# Pozzo nero

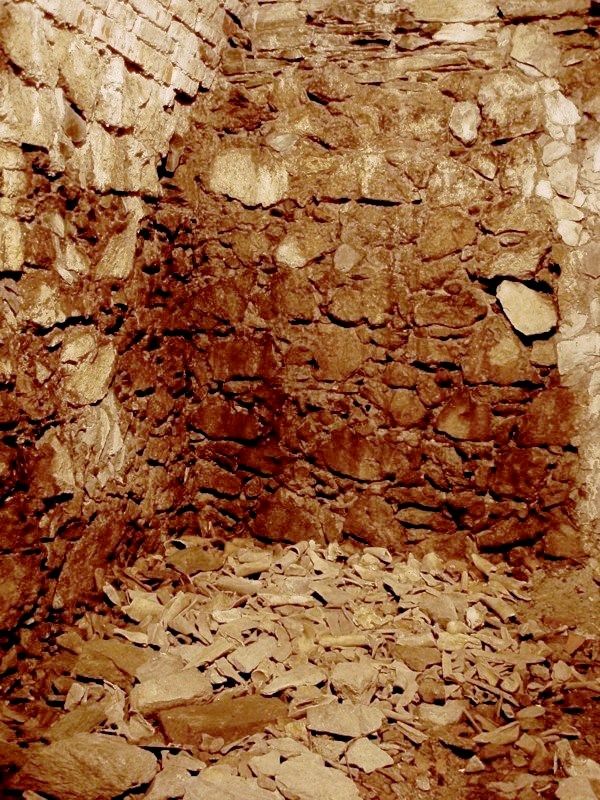
L'interno di un antico pozzo nero in Slovacchia

Un pozzo nero è una sorta di vasca interrata nella quale vengono temporaneamente raccolte le acque nere e le materie di rifiuto degli scarichi di un'abitazione o di un complesso residenziale. Viene solitamente impiegato nelle vicinanze di case singole e villette che non possiedono un impianto di fognatura collegato alla rete di scarico pubblica, e deve essere svuotato periodicamente mediante carribotte a pompa. La frequenza dello spurgo dipende sia dalla capacità del pozzo sia dall'intensità di utilizzo degli impianti di scarico domestici. A differenza delle fosse settiche, i pozzi neri non sono dotati né di condotta di efflusso né di dispositivi di depurazione per lo smaltimento dei fanghi fecali.
Le pareti del pozzo sono in muratura dello spessore di circa 40 centimetri, e sono intonacate con malta cementizia per assicurarne l'impermeabilizzazione. Il fondo in calcestruzzo, a cui viene data una forma a scodella per facilitare le operazioni di spurgo, ha uno spessore di almeno 20 centimetri nella parte centrale. Il pozzo è sormontato da una calotta sferica con botola centrale ricoperta da un chiusino di pietra, che evita l'espandersi delle esalazioni. I pozzi neri sono costruiti solitamente con una capacità di circa 0,50 metri cubi per persona, un diametro tra i 2 e i 4 metri e una profondità che varia tra i 4 e i 6 metri.